# Козинка (ліва притока Білої)
Ко́зинка — річка в Україні, ліва притока Білої, притоки Айдару. Довжина річки 23 км, площа водозбірного басейну 245 км², похил 1,4 м/км.
Витік річки розташований на північ від села Лизине. Протікає на південь, у середині русла повертає на південний захід. Річка тече через села Шапарівка та Цілуйкове. У селі Паньківка впадає до Білої.